# Segundo gobierno de Rafael Núñez
El Segundo gobierno de Rafael Núñez se dio entre el 1 de abril de 1880, y el 1 de abril de 1882 en Colombia. Fue el 20.º gobierno de los Estados Unidos de Colombia. Fue el segundo gobierno de la llamada por Núñez Regeneración.

## Llegada al poder
A causa de su débil estado de salud, tardó algún tiempo en regresar de Curazao y tomar posesión de la presidencia y, mientras tanto, esta quedó a cargo de Ezequiel Hurtado.
A partir de este periodo, Núñez fue apoyado por el Partido Conservador.

## Gabinete ministerial
| Ministerio                          | Imagen | Nombre                         | Partido | Periodo                                       |
| ----------------------------------- | ------ | ------------------------------ | ------- | --------------------------------------------- |
| Secretario de gobierno              |        | Luis Carlos Rico               |         | 1 de abril de 1880 16 de junio de 1880        |
| Secretario de gobierno              |        | José Araújo                    |         | 17 de junio de 1880 14 de febrero de 1881     |
| Secretario de gobierno              |        | Clímaco Calderón Reyes         |         | 14 de febrero de 1881 25 de noviembre de 1881 |
| Secretario de gobierno              |        | Adolfo Vargas                  |         | 25 de noviembre de 1881 31 de marzo de 1882   |
| Secretario de Relaciones exteriores |        | Eustasio Santamaría            |         | 1880 - 1881                                   |
| Secretario de Relaciones exteriores |        | Ricardo Becerra                |         | 1881                                          |
| Secretario de Relaciones exteriores |        | Clímaco Calderón Reyes         |         | 1881 - 1882                                   |
| Secretario de Guerra y marina       |        | General Eliseo Payán Hurtado   |         | 1880                                          |
| Secretario de Guerra y marina       |        | Antonio Roldán Reyes           |         | 1880                                          |
| Secretario de Guerra y marina       |        | General Eliseo Payán Hurtado   |         | 1880                                          |
| Secretario de Guerra y marina       |        | Benjamín Noguera               |         | 1880 1882                                     |
| Secretario de Guerra y marina       |        | General Juan Nepomuceno Mateus |         | 1882                                          |
| Secretario de Instrucción Pública   |        | Manuel Amador Fierro           |         | 9 de abril de 1880 17 de julio de 1880        |
| Secretario de Instrucción Pública   |        | Rafael Pérez                   |         | 17 de julio de 1880 12 de febrero de 1881     |
| Secretario de Instrucción Pública   |        | Ricardo Becerra                |         | 12 de febrero de 1881 1 de febrero de 1882    |
| Secretario de Instrucción Pública   |        | Carlos Sáenz E.                |         | 1 de febrero de 1882 4 de abril de 1882       |
|                                     |        |                                |         |                                               |

## Política interna

### Constitución política de 1886
En 1885, tras las disputas electorales en el Estado Soberano de Santander entre los generales Solón Wilches y Eustorgio Salgar, los liberales radicales iniciaron un movimiento que pronto se extendió por todo el país y desencadenó una guerra civil con el propósito de derrocar a Núñez. La guerra se prolongó durante varios meses y concluyó definitivamente con el triunfo de la coalición conservadora en la batalla de La Humareda, bajo el mando del general Guillermo Quintero Calderón.
Tras la victoria, Núñez pronunció desde el balcón del palacio presidencial la famosa frase: "La Constitución de Rionegro ha dejado de existir, sus páginas manchadas han sido quemadas entre las llamas de La Humareda''. Con el camino despejado, convocó el 10 de septiembre de 1885 a dos representantes de cada uno de los estados soberanos para dar inicio a un Consejo Constituyente que se instaló el 11 de noviembre, cuyo objetivo era redactar una nueva Constitución de carácter centralista.
La constitución fue sancionada el 5 de agosto de 1886 y permaneció vigente, con algunas reformas, hasta 1991, siendo hasta la fecha la constitución política que mayor continuidad ha tenido Colombia. En ella tuvo un papel muy importante la Iglesia católica, como fuente para el restablecimiento del orden social. Como reformas principales estableció el periodo presidencial de seis años y convirtió a los estados soberanos en departamentos, centralizando el poder político en el gobierno nacional.